# Maués Airport
Maués Airport är en flygplats i Brasilien.   Den ligger i kommunen Maués och delstaten Amazonas, i den centrala delen av landet, 1 700 km nordväst om huvudstaden Brasília. Maués Airport ligger 20 meter över havet.
Terrängen runt Maués Airport är platt. Närmaste större samhälle är Maués, 1,4 km sydost om Maués Airport.
I omgivningarna runt Maués Airport växer i huvudsak städsegrön lövskog. Runt Maués Airport är det glesbefolkat, med 11 invånare per kvadratkilometer.